# Kathrin Lietz
Kathrin Lietz, geb. Stauber (* 29. Juli 1968 in Berlin) ist eine ehemalige deutsche Handballspielerin.
Sie wuchs in Dahlwitz-Hoppegarten auf und kam über das Trainingszentrum Strausberg im Jahr 1982 zur Frankfurter Sportschule. In Frankfurt/Oder machte sie ihr Abitur. In Frankfurt spielte sie 1997, zunächst für den ASK Vorwärts Frankfurt und anschließend für den Frankfurter Handball Club. Mit den Frankfurterinnen errang sie mehrfach den Titel DDR-Meister und wurde 1990 Sieger des IHF-Pokals und 1998 im Euro-City-Cup.
Sie absolvierte 31 Länderspiele und gewann im Aufgebot der Frauen-Handballnationalmannschaft der DDR bei der Weltmeisterschaft 1990 die Bronzemedaille.
Sie ist  seit 1990 mit Michael Lietz verheiratet, mit dem sie zwei Kinder hat.